# Klášter bosých karmelitánů (Malá Strana)
Klášter bosých karmelitánů (zvaný též klášter Pražského Jezulátka) v Karmelitské ulici v dolní části Seminářské zahrady na Malé Straně v Praze 1 stojí při kostele Panny Marie Vítězné a svatého Antonína Paduánského (také Pražského Jezulátka).

## Historie

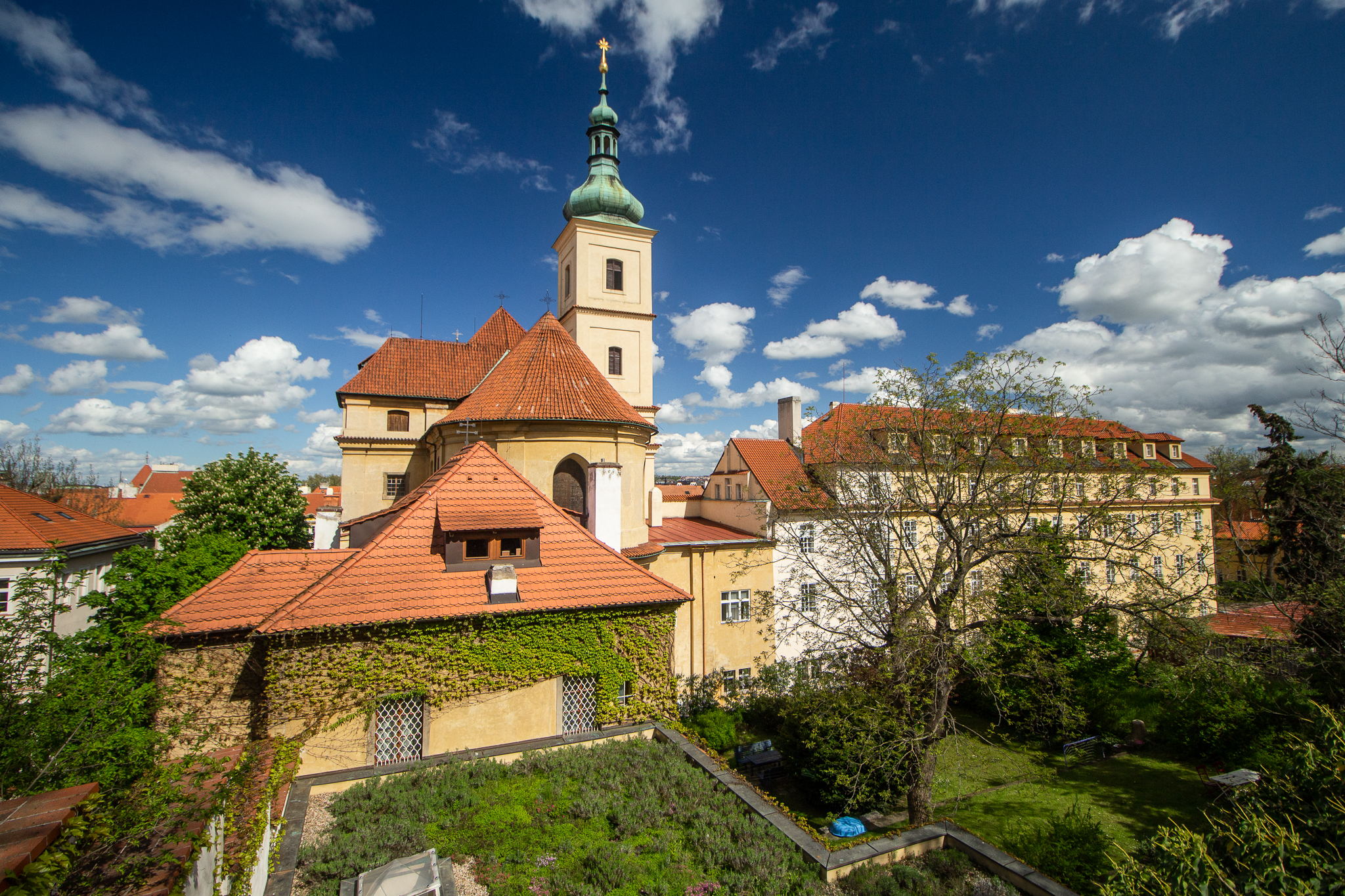
Klášter karmelitánů a kostel Panny Marie Vítězné ze Seminářské zahrady

Bosí karmelitáni do zdejšího již existujícího kláštera přišli roku 1624 a u kostela na jižní straně vybudovali rozsáhlý komplex kláštera (dnes sídlo Ministerstva školství, mládeže a tělovýchovy.
Klášter je úzce spjat se vzácnou soškou Pražského Jezulátka. Sošku Ježíše – dítěte věnovala malostranském klášteru v roce 1628 Polyxena z Lobkovic, rozená z Pernštejna, která ji dostala svatebním darem od své matky, Marie Manrique de Lara y Mendoza. Mezi mnichy byla soška velmi oblíbená. Umístili ji nejprve v klášterní kapli, kde se od Ježíška měli mladí řeholníci učit ctnostem a později bylo Jezulátko přemístěno do interiéru kostela Panny Marie Vítězné, kde mu byl vybudován samostatný oltář v barokním slohu.
Roku 1784 byl v rámci církevních reforem císaře Josefa II. klášter zrušen a kostel Panny Marie chátral. Stejně tak oltář a uctívání Jezulátka téměř zaniklo, oltář však byl v roce 1879 opraven.
Bosí karmelitáni se do malostranského kláštera u Jezulátka vrátili v roce 1993. Zdejší mniši sošku opatrují dodnes.